# 小沙拐枣
小沙拐枣（学名：Calligonum pumilum）为蓼科沙拐枣属的植物，是中国的特有植物。分布于中国大陆的新疆等地，生长于海拔700公尺至1500公尺的地区，常生长在沙砾质荒漠，目前尚未由人工引种栽培。